# Стерлигов, Борис Андреевич
Бори́с Андре́евич Сте́рлигов (12 марта 1874 — 7 июня 1915) — русский военачальник, генерал-майор (1915, посмертно).

## Биография
Окончил кадетский корпус и Александровское военное училище (1892), откуда выпущен подпоручиком в 36-ю артиллерийскую бригаду.
Чины: поручик (1896), штабс-капитан (1900), капитан (1901), подполковник (1906), полковник (1913), генерал-майор (1915, посмертно).
На 23 мая 1901 года — в 1-й гренадерской артиллерийской бригаде. В 1901 году окончил Александровскую военно-юридическую академию по 1-му разряду. Служил в военной прокуратуре на Сахалине.
Участник русско-японской войны. Летом 1905 капитан Стерлигов состоял в штабе отряда полковника И. А. Арцишевского. После сдачи отряда отказался идти в плен и возглавил группу из 22 человек, которая, захватив две японские плоскодонные лодки, несмотря на двухдневный шторм, достигла материка. Затем группа Стерлигова совершила пеший переход по тайге до станции Ипполитовка по железной дороге Никольск-Уссурийский—Хабаровск. Всего отряд проделал более тысячи километров за полтора месяца. За это отличие Стерлигов был награждён орденом Святого Владимира 4-й степени с мечами и бантом.
По окончании войны состоял помощником (1906—1913), а затем инспектором классов Хабаровского кадетского корпуса (1913—1914). Во время Первой мировой войны служил в 284-м пехотном Венгровском полку. Погиб в бою. Посмертно произведён в генерал-майоры.

## Награды
- Орден Святого Станислава 3-й степени (1904);
- Орден Святого Владимира 4-й степени с мечами и бантом (1907);
- Орден Святой Анны 3-й степени (1909);
- Орден Святого Станислава 2-й степени (1914).